# 玉里大橋

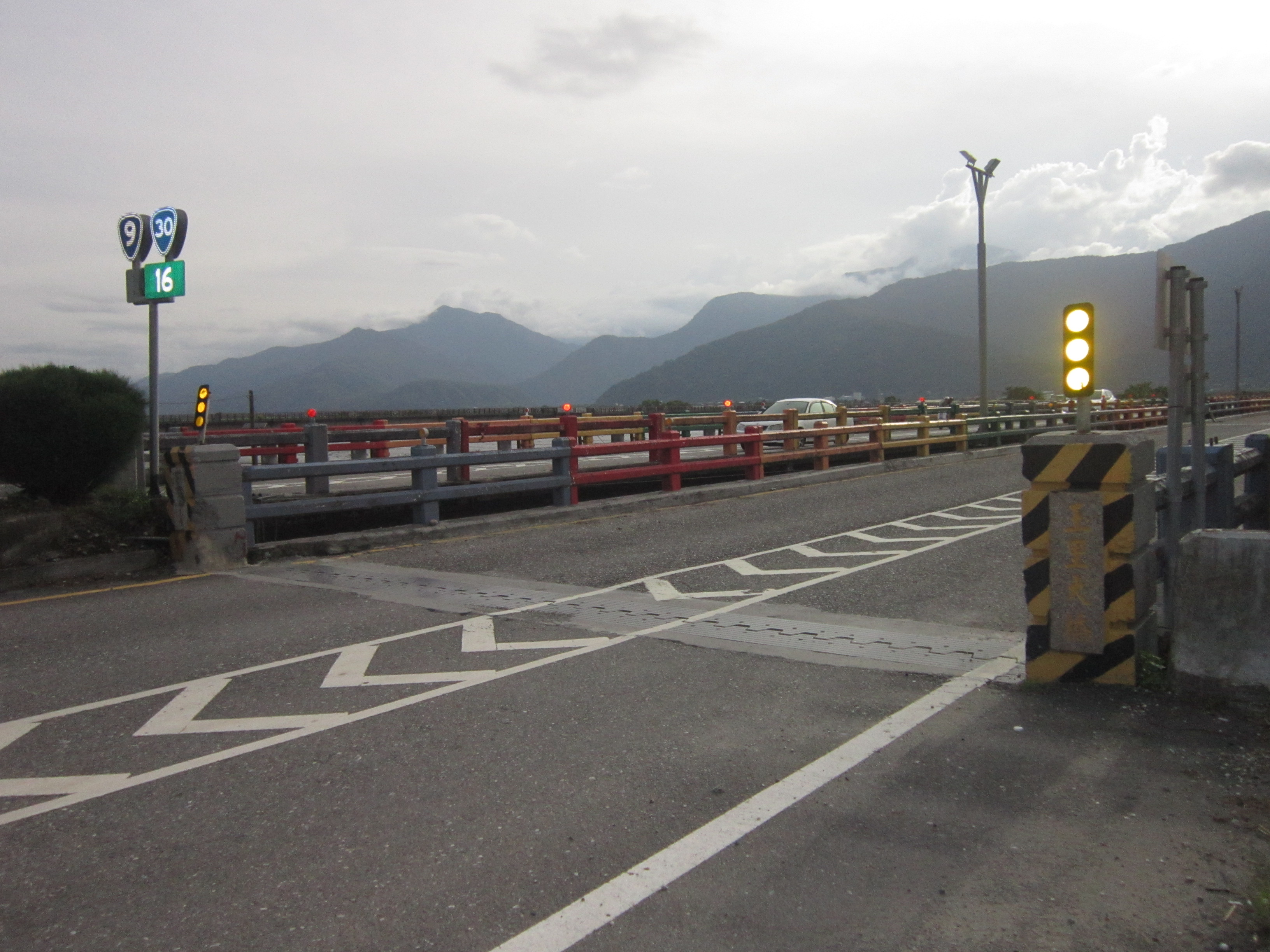
玉里大橋是台30線和台9線共用的橋樑

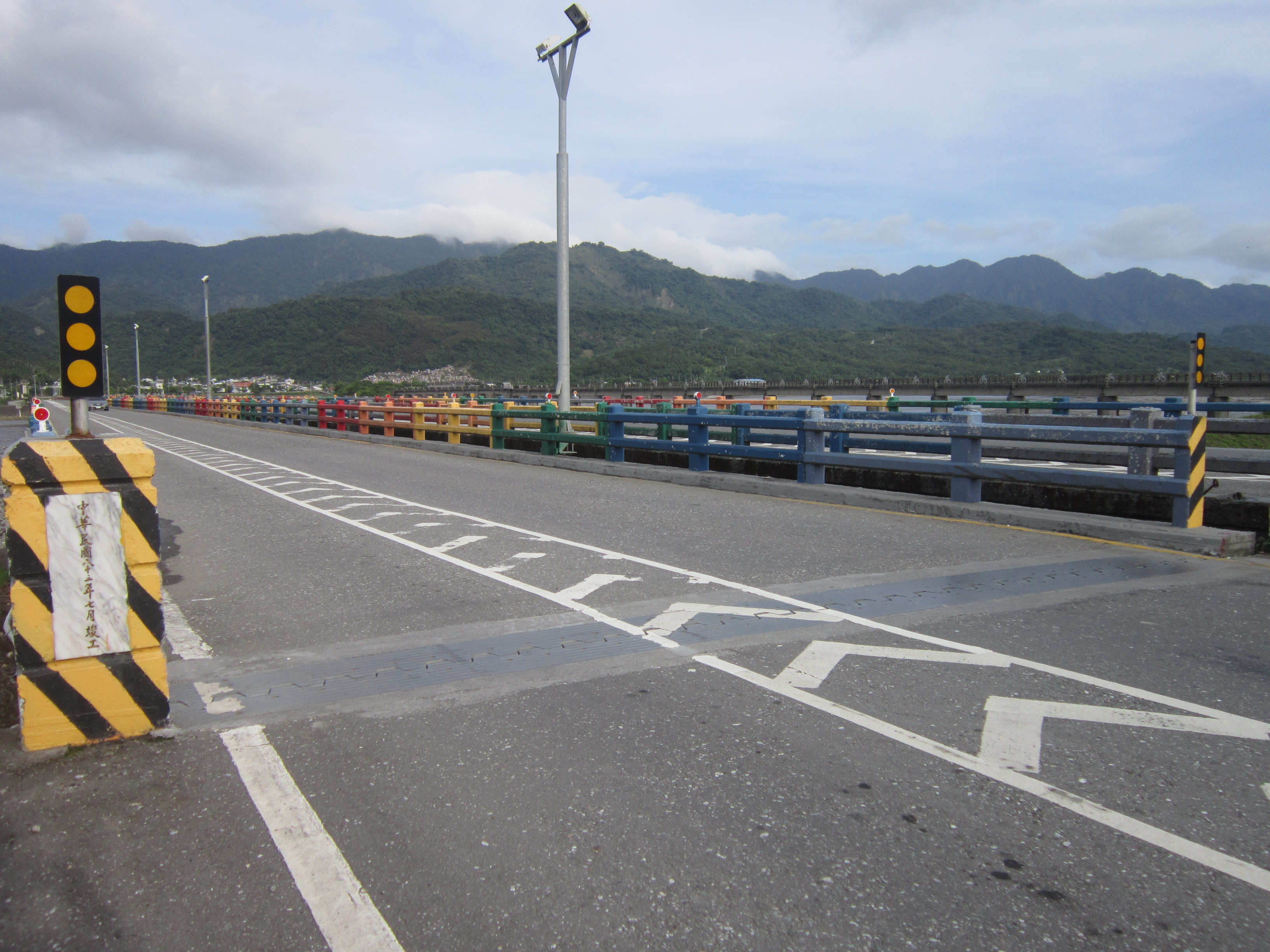
玉里大橋橋頭標註民國八十三年完工，漆成七彩顏色的欄杆特別引人注目

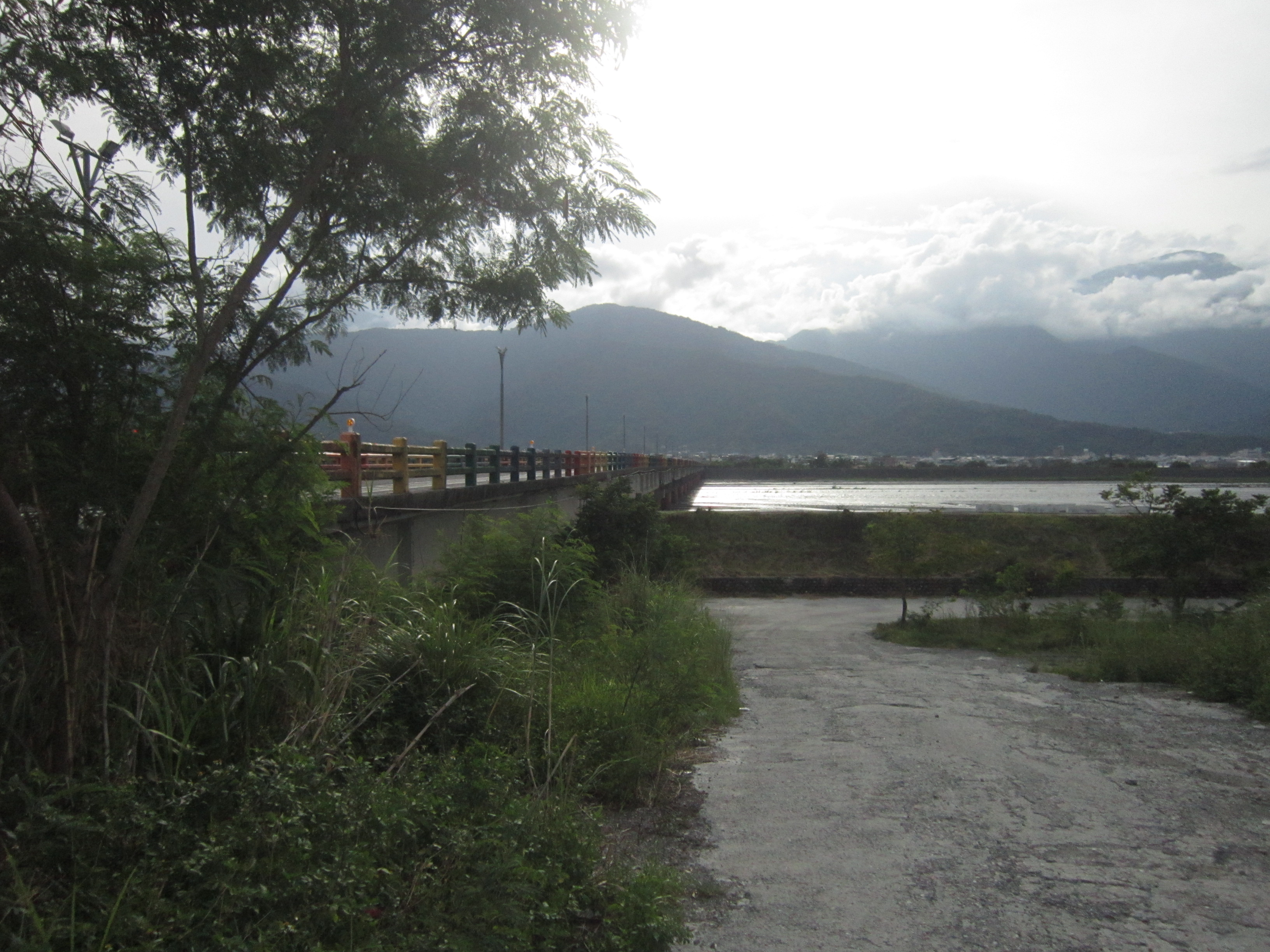
玉里大橋橋下堤防外的河流即是秀姑巒溪

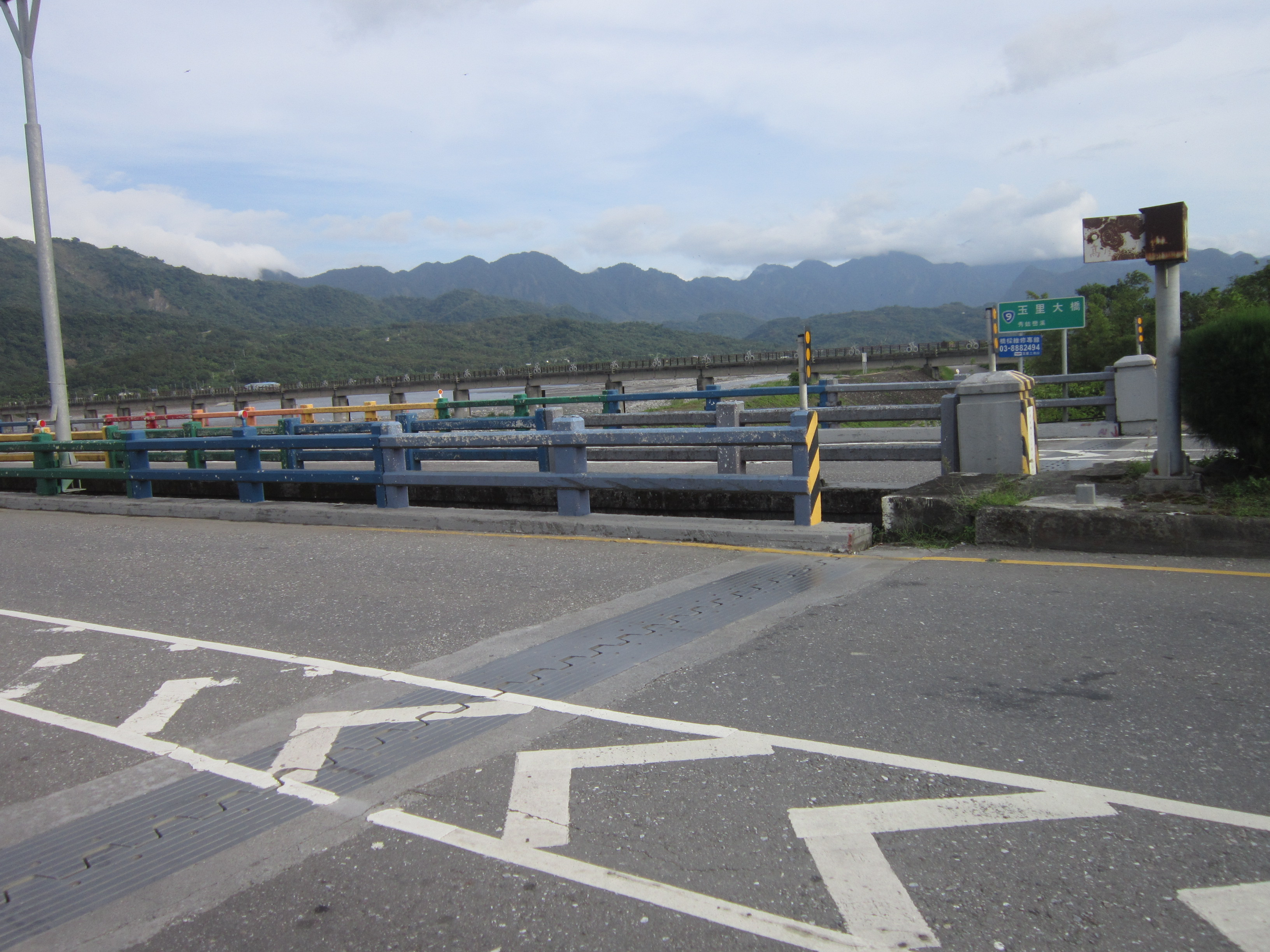
玉里大橋近側為北上的新橋，旁邊則為南下的舊橋，遠方則是玉里鐵路舊橋，現已改為自行車道橋。

玉里大橋，台灣的公路橋梁，位於台9線294k+180，為花蓮縣玉里鎮一座橫跨秀姑巒溪，連接兩岸之樂合里與中城的橋梁，也是通往花蓮、台東的交通要道。

## 簡介
玉里大橋於日治時期便已經存在，建於昭和五年（1930年）。但目前在使用的玉里大橋是完工於1977年2月，由於橋面寬度過窄，只有來回各一線車道，沒有慢車道及路肩，後來於原橋旁另建一座橋梁，這第二座橋完工於1994年3月(橋頭註記年份為民國83年7月竣工，右側有圖為證)（1995年6月），提供台9線北上與南下的通行，形成兩橋並行的景象。每孔跨徑有15公尺，橋長575公尺，最大淨寬7.5公尺。

## 特點

### 會長高的橋樑
玉里大橋位處歐亞大陸板塊與菲律賓海板塊的接合處，受到板塊運動的擠壓，不僅使橋面隆起，也造成第17、18、19號橋墩隆起，目視可見橋面約有10公分的落差，北上橋梁則有56公分的落差，南下橋梁則有20公分的落差。由遠處觀看玉里大橋，在欄杆上呈現不等高的變形，每年以2至3公分速率仍持續上升當中，此景成為全台灣唯一僅存「會長高」的橋梁，也是全球唯二建造於斷層上的橋梁之一，另一座在瑞典。公路總局為養護橋梁，確保行車安全，會進行不定期實施整平工作。此外，中央研究院地球科學研究所在該橋的兩端架設監測儀器，目的是為蒐集板塊運動的資料，做為學術研究之用。
2011年6月，公路總局曾於玉里召開協調會，計畫將台9線玉里至富里段的路線進行截彎取直，預計由加油站前三叉路口開始，最後於安通車站南端接上台9線，闢建出一條長約2公里的新道路，途經會跨越樂樂溪，此為目前公路總局認為可行的計畫路線。由於玉里大橋的歷史悠久，被認為是見證玉里鎮的發展與每位鎮民的回憶，加上該橋是台灣唯一跨越斷層的公路橋梁，外觀呈現不等高的變形，故深俱學術教育上價值，可構成地質教學的指標，也有著觀光發展的契機，玉里鎮公所與鎮民期盼能保留玉里大橋。

### 彩色橋欄杆
玉里大橋的另一特點是彩色的欄杆。此事之起源是2006年玉里鎮上一位女大學生因性向不受接納在鎮上自殺，而時任鎮長的劉德貞得知此事後，決定將其油漆成象徵同志運動彩虹旗的顏色，盼望喚起社會對同志的包容。

### 兩條省道共線的橋樑
玉里大橋是台9線294k和台30線16k共用段。

## 注解
1. ↑  見注2。
2. ↑  據《玉里鎮志》記載，南下車道的玉里大橋完工於1995年6月[4]。